# 2009 VA

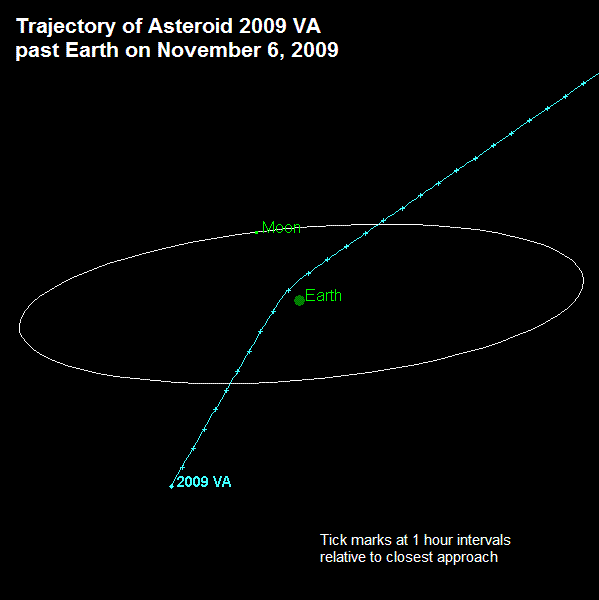
La trajectoire de l'objet lors de son passage près de la Terre.

2009 VA est un astéroïde qui est passé à 14 000 km de la Terre le 6 novembre 2009, ce qui en fait la troisième plus proche approche sans impact d'un astéroïde catalogué. Avec un diamètre de seulement 7 m, les scientifiques pensent que même s'il avait heurté la Terre, il se serait probablement désintégré dans l'atmosphère. Il est passé au plus près de la Terre seulement 15 heures après sa découverte.
L'objet a été découvert par le Catalina Sky Survey de l'université de l'Arizona. Il a été déterminé que l'objet passerait bien à l'intérieur de l'orbite de la Lune, mais qu'il n'heurterait pas la Terre. Il est passé si près de la Terre que sa trajectoire a été modifiée par la gravité terrestre.